# 红花百里香
红花百里香（Thymus Coccineus Group）是百里香属的一个栽培群，其特点是花色紫红，花心深红。虽然常常被标上铺地百里香的学名，但其实本品种群属于不列颠百里香（學名：Thymus praecox subsp. britannicus）。